# ريزدنت إيفل: الانحطاط
ريزدنت إيفل: ديجنريشن (بالإنجليزية: Resident Evil: Degeneration؛ يترجم إلى «الشر المقيم: الإنحطاط»)‏، وتعرف في اليابان بـبايوهازرد: ديجنريشن (بالإنجليزية: Biohazard: Degeneration؛ باليابانية: バイオハザード، بايوهزادوه: ديجنريشون؟) هو أول فلم متحرك حاسوبيًا من سلسلة ريزدنت إيفل، وصدر في اليابان في 2008.

## الشخصيات
- ليون اس. كينيدي
- كلير ريدفيلد
- انجيلا ميلر
- كورتيس ميلر
- جريج غلين
- ليون وكلير اللذان يمثلان معا للمرة الأولى منذ 1998 في لعبة في الشر المقيم 2 .
- أنجيلا ميلر وهي عضو في S.R.T. (فريق الاستجابة الخاصة) الذي تم ارساله إلى محطة مطار هارفارد فيل مع زملائها SRT و عضو جريج جلين والاتحادية وكيل ليون اس. كينيدي لانقاذ الناجين داخل مبنى المطار. هي الشقيقة الصغرى للكورتيس ميلر .
- كان جريج جلين عضوا في SRT، وهي وحدة قوات خاصة ارسلت إلى مطار Harvardville لانقاذ عضوا في مجلس الشيوخ والحكومة الفيدرالية الأمريكية من تي فايروس الذي انتشر فيه وانتهى به المطاف متحولا إلى زومبي .
- كان الدكتور كورتيس ميلر الباحث في مؤسسة WilPharma في عام 2005. وأقيل واعتقل بعد أن رفض العدوانية من برنامجهم التطعيم من تي الفيروسات، وهو الأخ الأكبر لأنجيلا ميلر، وقال انه خسر عائلته في مدينة الراكون، تدمير الحوادث وجعلها الهدف طوال حياته لإجبار الولايات المتحدة على الاعتراف بمسؤوليتها .

## لعبة موبايل
تعاونت نوكيا وكابكوم إثمر عن اصدر لعبة تعتمد بشكل مطلق على الفيلم هذه اللعبة صدرت في 18 ديسمبر 2008.

## روابط خارجية
- ريزدنت إيفل: الانحطاط على موقع IMDb (الإنجليزية)
- ريزدنت إيفل: الانحطاط على موقع روتن توميتوز (الإنجليزية)
- ريزدنت إيفل: الانحطاط على موقع نتفليكس (الإنجليزية)
- ريزدنت إيفل: الانحطاط على موقع قاعدة بيانات الأفلام العربية
- ريزدنت إيفل: الانحطاط على موقع ألو سيني (الفرنسية)
- ريزدنت إيفل: الانحطاط على موقع Turner Classic Movies (الإنجليزية)
- ريزدنت إيفل: الانحطاط على موقع أول موفي (الإنجليزية)
- ريزدنت إيفل: الانحطاط على موقع فيلمافينيتي (الإسبانية)
- ريزدنت إيفل: الانحطاط على موقع قاعدة بيانات الأفلام السويدية (السويدية)
- ريزدنت إيفل: الانحطاط على موقع قاعدة بيانات الفيلم (الإنجليزية)